# Onychostoma breve
Onychostoma breve är en fiskart som först beskrevs av Wu och Chen, 1977.  Onychostoma breve ingår i släktet Onychostoma och familjen karpfiskar. Inga underarter finns listade i Catalogue of Life.